# MSX1
MSX1 (англ. Msh homeobox 1) – білок, який кодується однойменним геном, розташованим у людей на короткому плечі 4-ї хромосоми.  Довжина поліпептидного ланцюга білка становить 303 амінокислот, а молекулярна маса — 31 496.
| 10         |  | 20         |  | 30         |  | 40         |  | 50         |
| ---------- |  | ---------- |  | ---------- |  | ---------- |  | ---------- |
| MAPAADMTSL |  | PLGVKVEDSA |  | FGKPAGGGAG |  | QAPSAAAATA |  | AAMGADEEGA |
| KPKVSPSLLP |  | FSVEALMADH |  | RKPGAKESAL |  | APSEGVQAAG |  | GSAQPLGVPP |
| GSLGAPDAPS |  | SPRPLGHFSV |  | GGLLKLPEDA |  | LVKAESPEKP |  | ERTPWMQSPR |
| FSPPPARRLS |  | PPACTLRKHK |  | TNRKPRTPFT |  | TAQLLALERK |  | FRQKQYLSIA |
| ERAEFSSSLS |  | LTETQVKIWF |  | QNRRAKAKRL |  | QEAELEKLKM |  | AAKPMLPPAA |
| FGLSFPLGGP |  | AAVAAAAGAS |  | LYGASGPFQR |  | AALPVAPVGL |  | YTAHVGYSMY |
| HLT        |  |            |  |            |  |            |  |            |

A: Аланін

C: Цистеїн

D: Аспарагінова кислота

E: Глутамінова кислота

F: Фенілаланін

G: Гліцин

H: Гістидин

I: Ізолейцин

K: Лізин

L: Лейцин

M: Метіонін

N: Аспарагін

P: Пролін

Q: Глутамін

R: Аргінін

S: Серин

T: Треонін

V: Валін

W: Триптофан

Кодований геном білок за функціями належить до репресорів, білків розвитку. 
Задіяний у таких біологічних процесах як транскрипція, регуляція транскрипції. 
Білок має сайт для зв'язування з ДНК. 
Локалізований у ядрі.